# Stuw

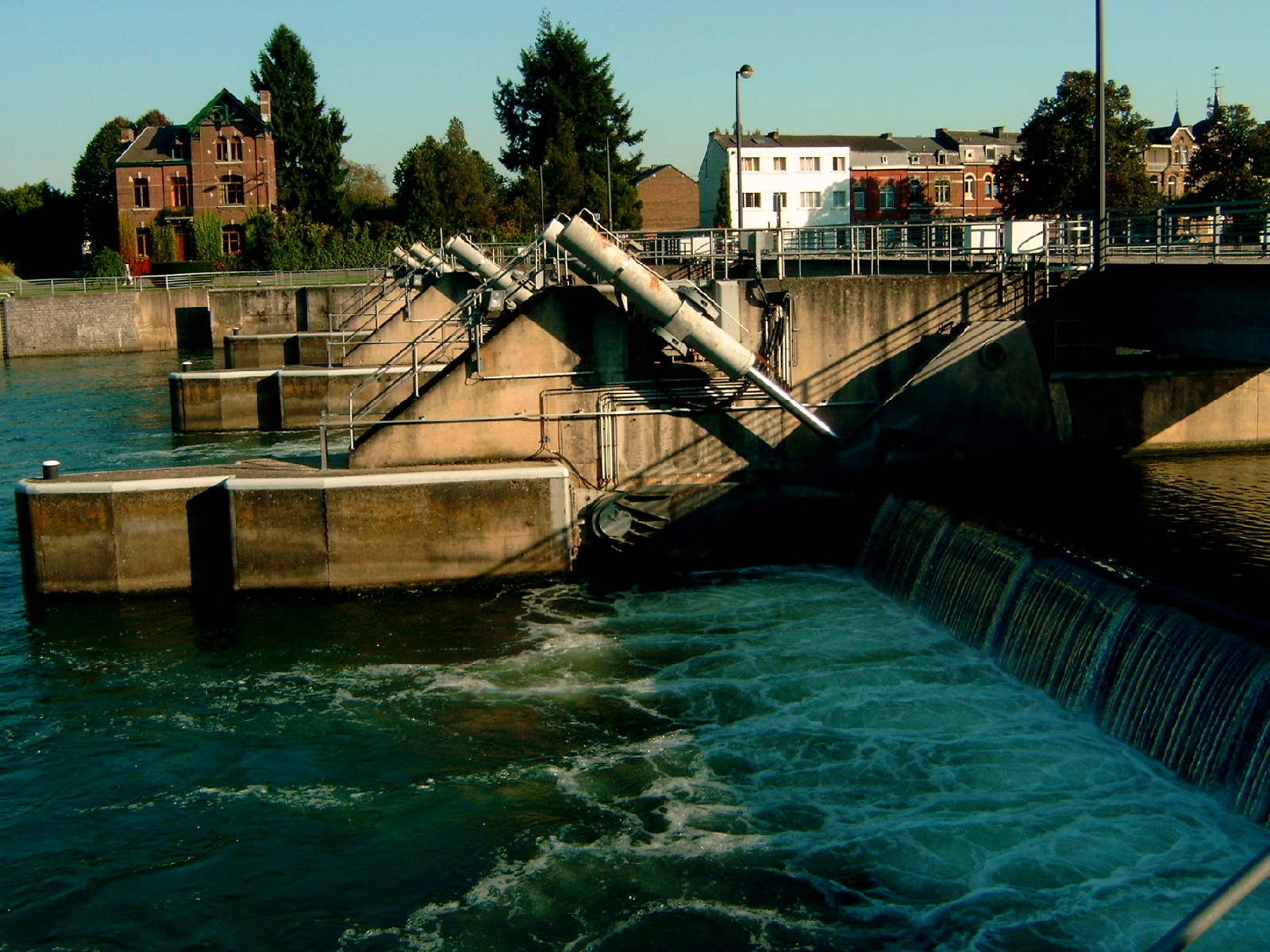
Hydraulisch te bedienen stuw in de Maas bij Jambes (B), onderdeel van de werken die de Maas bevaarbaar houden

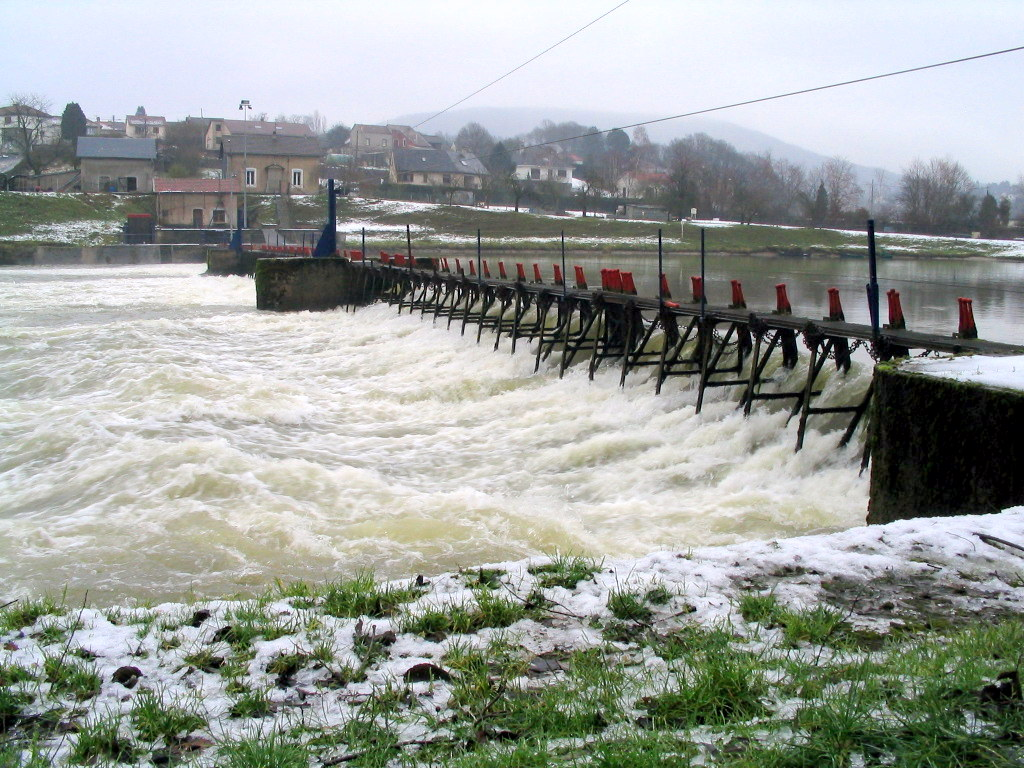
Handbediende stuw in de Maas bij Revin (F)

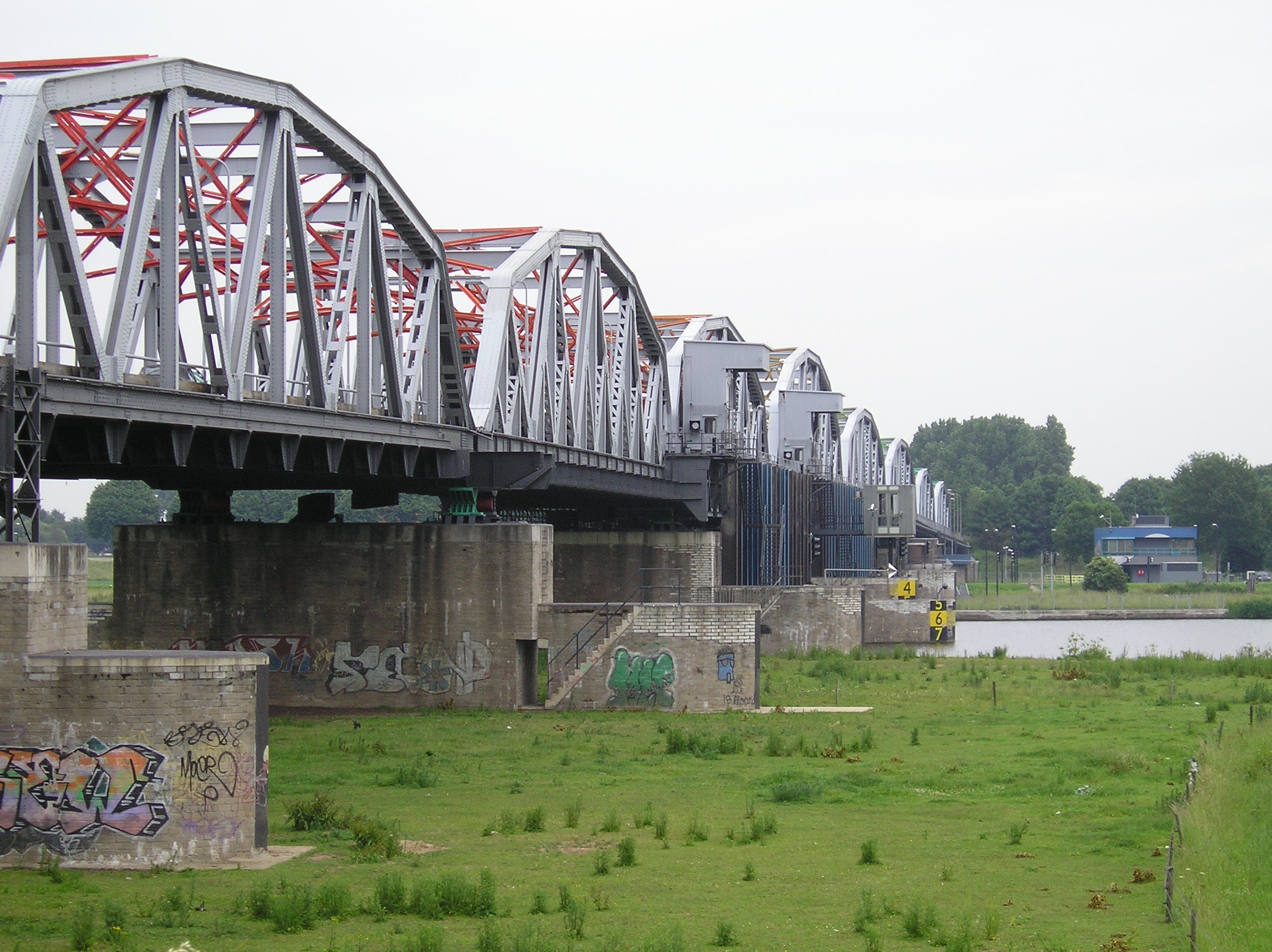
Stuw- en sluiscomplex onder de John S. Thompsonbrug te Grave

Een stuw is een waterbouwkundig kunstwerk dat als doel heeft de waterspiegel in een loop, beek of rivier te beïnvloeden.
Stuwen kunnen vast of regelbaar zijn. Een vaste stuw geeft altijd hetzelfde peil. Bij een regelbare stuw is er een inrichting (bijvoorbeeld een klep) die ervoor zorgt dat er in verschillende periodes een ander peil kan worden ingesteld. Zo is het peil in de winter vaak lager dan in de zomer. Doorgaans worden de stuwen omhoog gehaald nadat de gewassen zijn geplant en gezaaid en laat men de stuwen weer zakken vlak voor dat de oogst wordt binnen gehaald. Op deze manier kunnen de landerijen en akkers tijdens het zaaien en oogsten met zware landbouwmachines worden betreden en hoeft er in het groeiseizoen niet zo snel te worden beregend.
Stuwen in beken en waterlopen worden vaak geplaatst om water langer vast te houden in hogergelegen gebieden en zo te voorkomen dat deze gebieden verdrogen. Tevens wordt met deze stuwen voorkomen dat lager gelegen gebieden snel overstromen.
In de grote rivieren worden stuwen niet alleen gebouwd om verdroging van hogergelegen gebieden te voorkomen, maar ook om voor de scheepvaart het hele jaar door een minimale waterstand te garanderen.
Verder worden stuwen aangelegd om waterstromen te sturen. De stuwen die in de Nederrijn en de Lek zijn gebouwd hebben vooral als doel om het water uit de Rijn via de IJssel naar het IJsselmeer te voeren.
Een gesloten stuw is voor schepen een onneembare hindernis omdat een waterweg volledig wordt afgesloten. Daarom is naast een stuw vaak een schutsluis gebouwd, zodat scheepvaart bij een gesloten stuw mogelijk blijft.

## Staustufe
In rivieren met groot verval, vooral in heuvel- of bergachtig gebied, zoals in de Neckar, komen waterwerken voor, die in de Duitse taal Staustufen heten. Een Staustufe is een, niet in de Benelux voorkomende, combinatie van een stuw met een of meer sluizen, waarmee men zowel boven- als benedenstrooms van het waterwerk het rivierpeil naar behoefte kan verhogen of verlagen.

## Fotogalerij

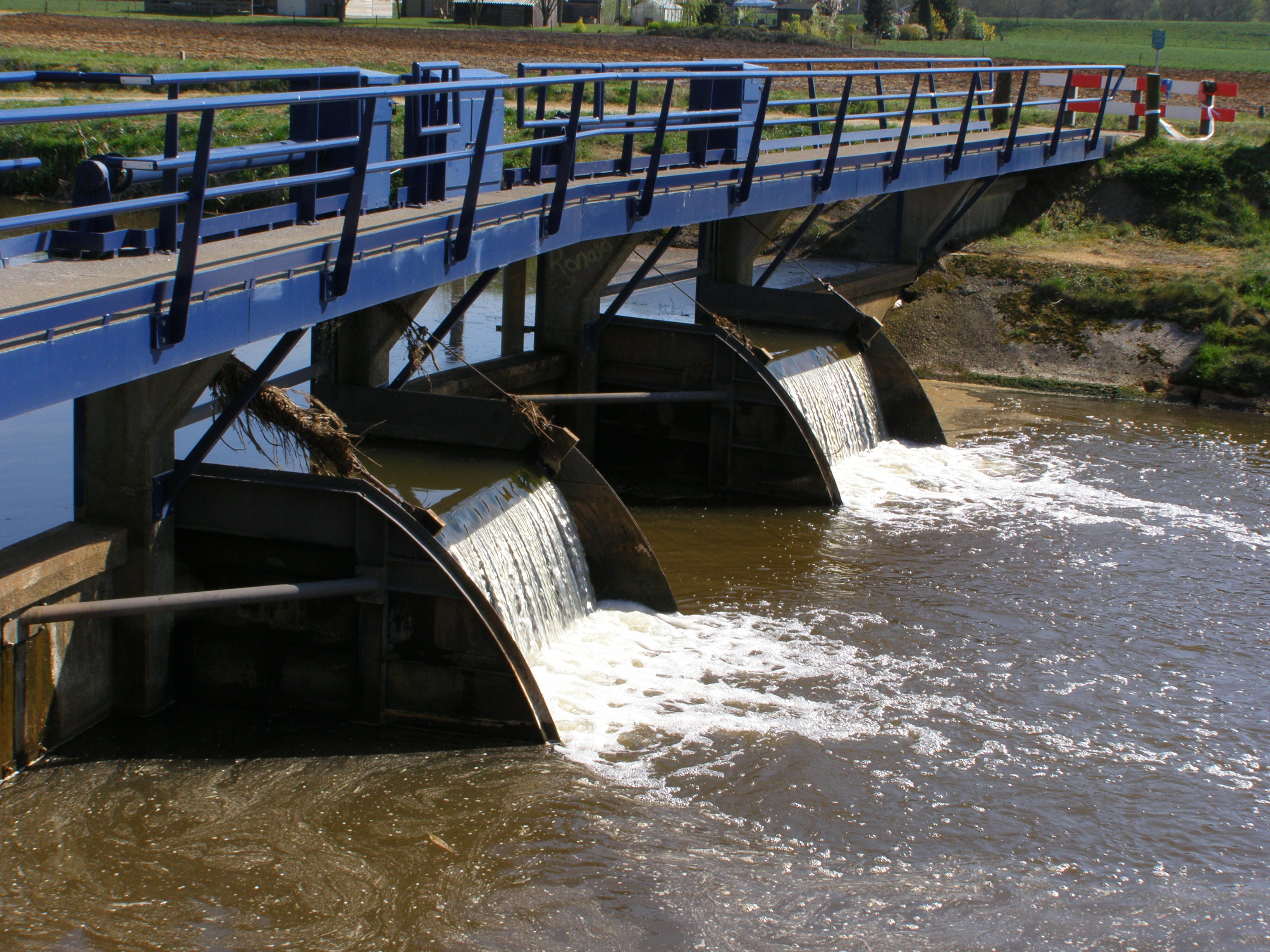
Dubbele klepstuw in de Schipbeek bij Bathmen
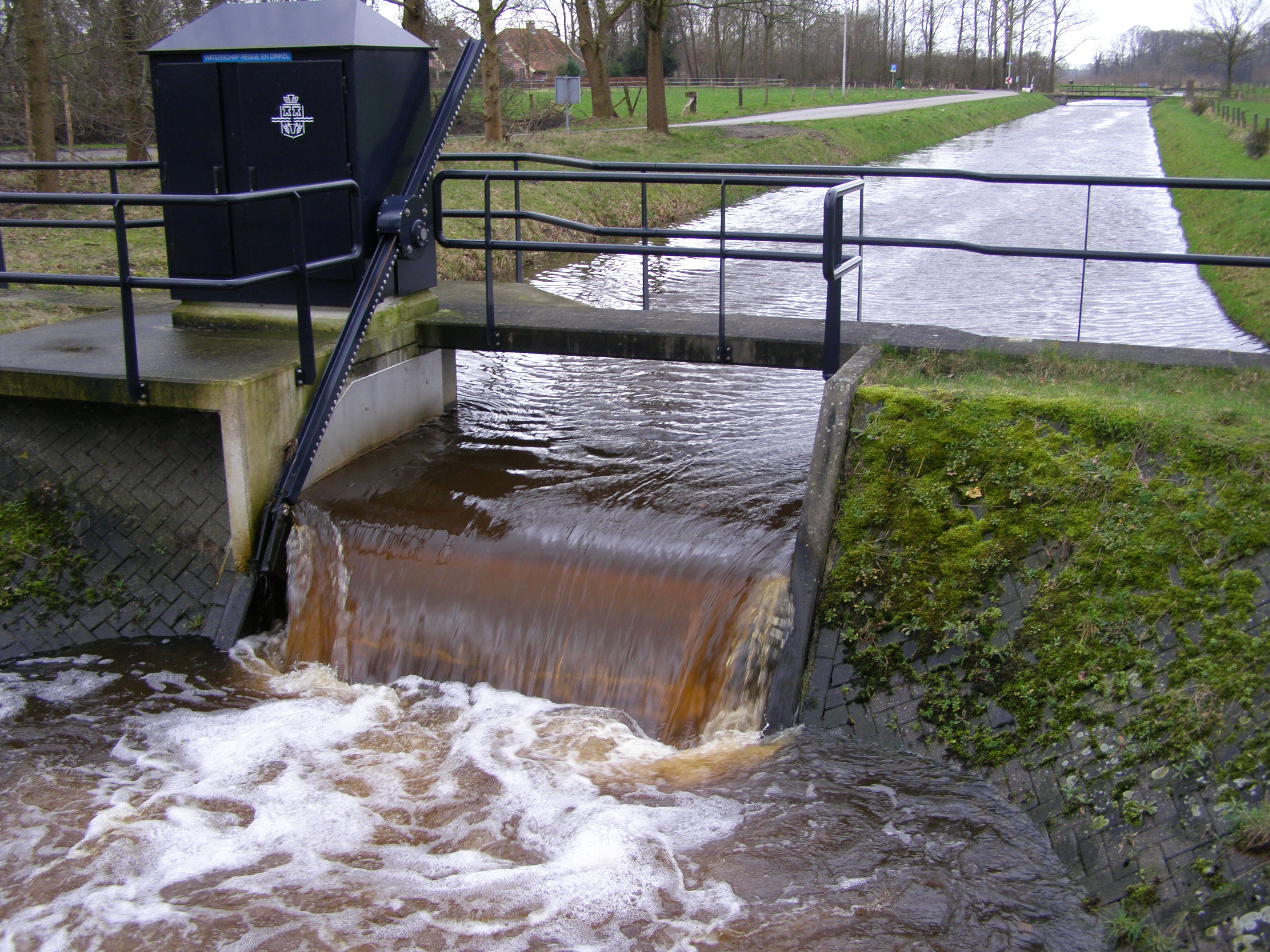
Beweegbare stuw in de Oelerbeek bij Hengelo (Overijssel)
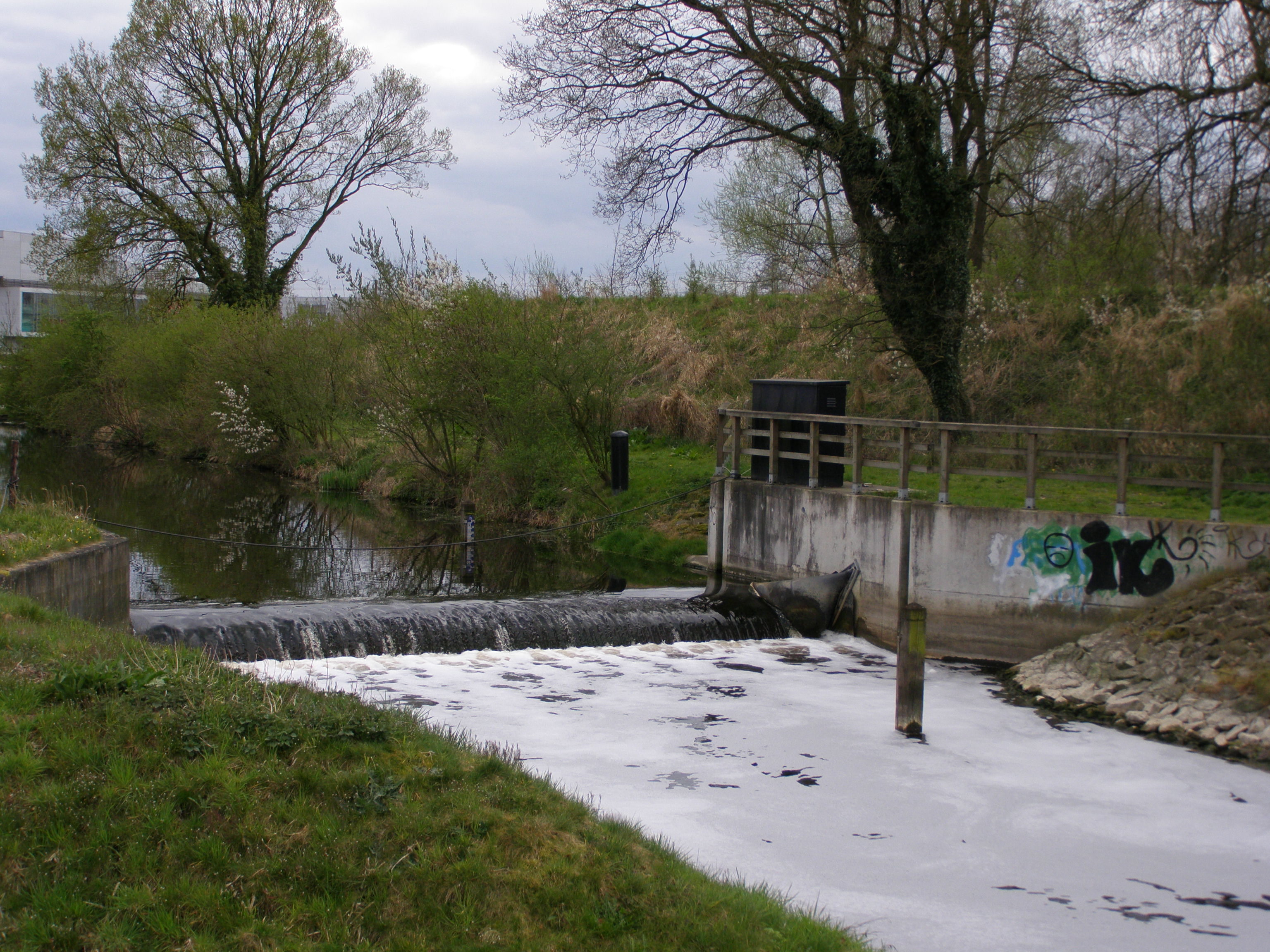
Balgstuw in de Bornse Beek tussen Hengelo en Borne
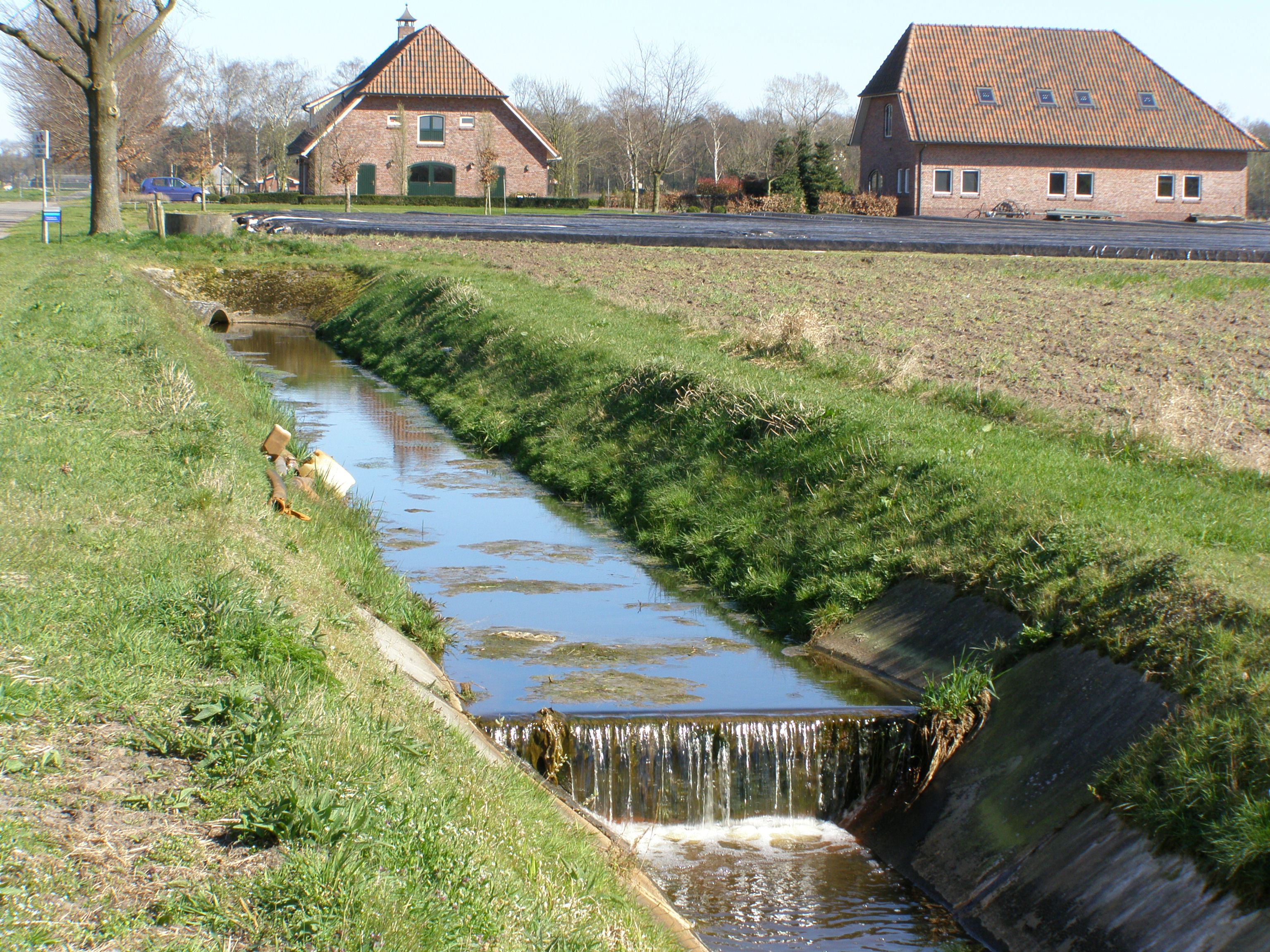
Vaste betonnen stuw in de Watergang van de Benteleres
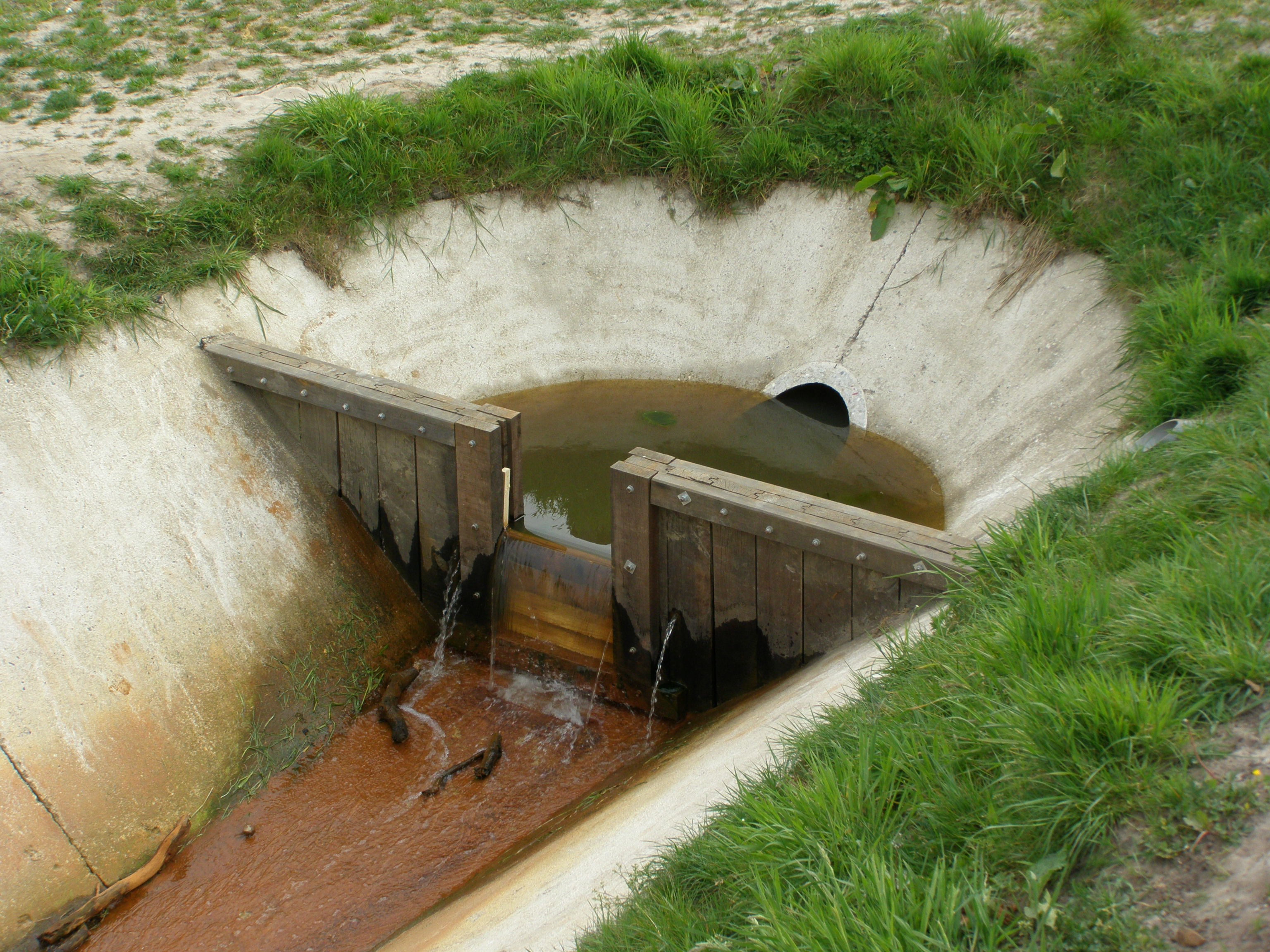
Schotbalkstuw in een zijsloot van de Weezebeek in Almelo
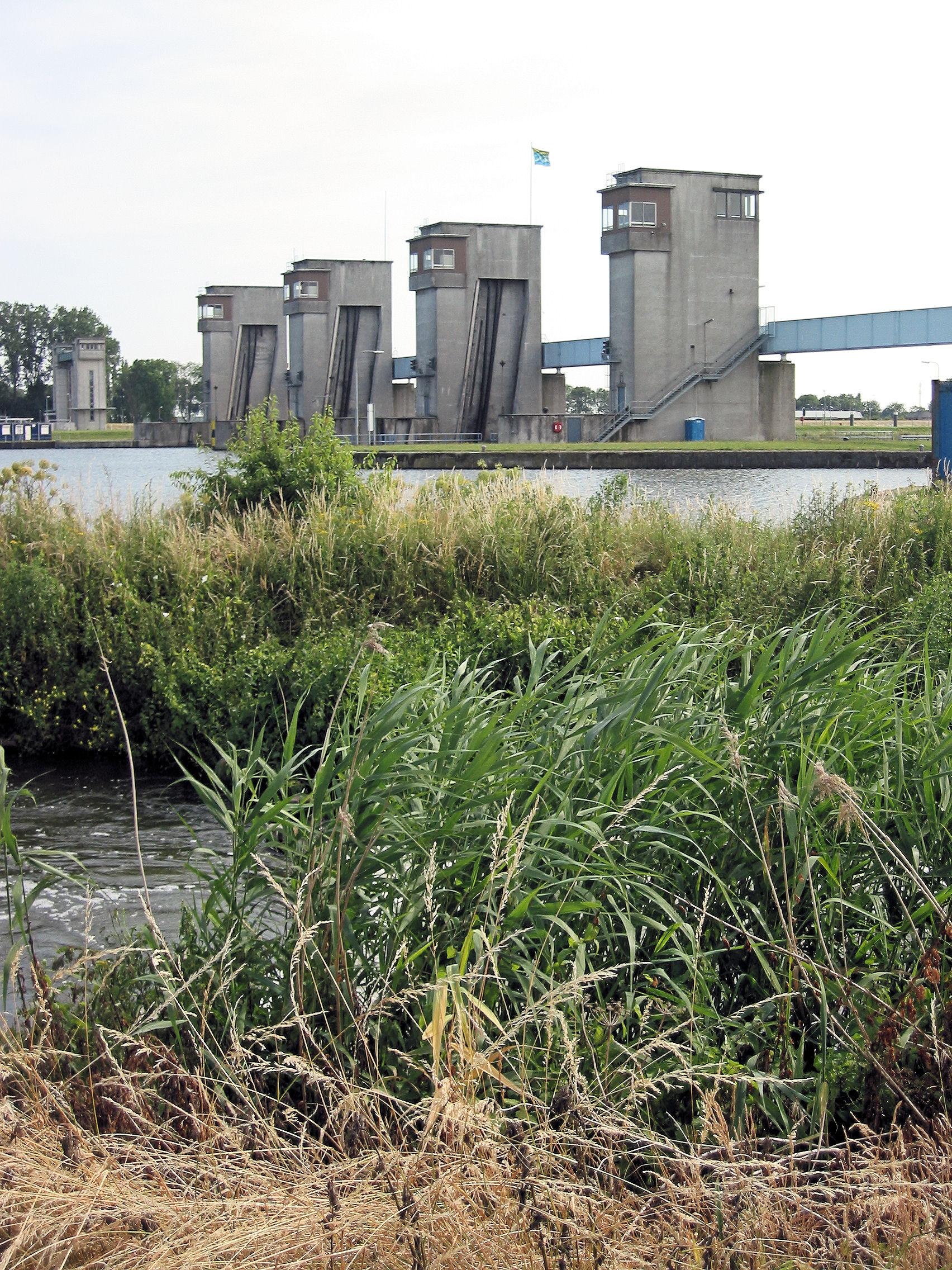
Stuw in de Maas bij Lith
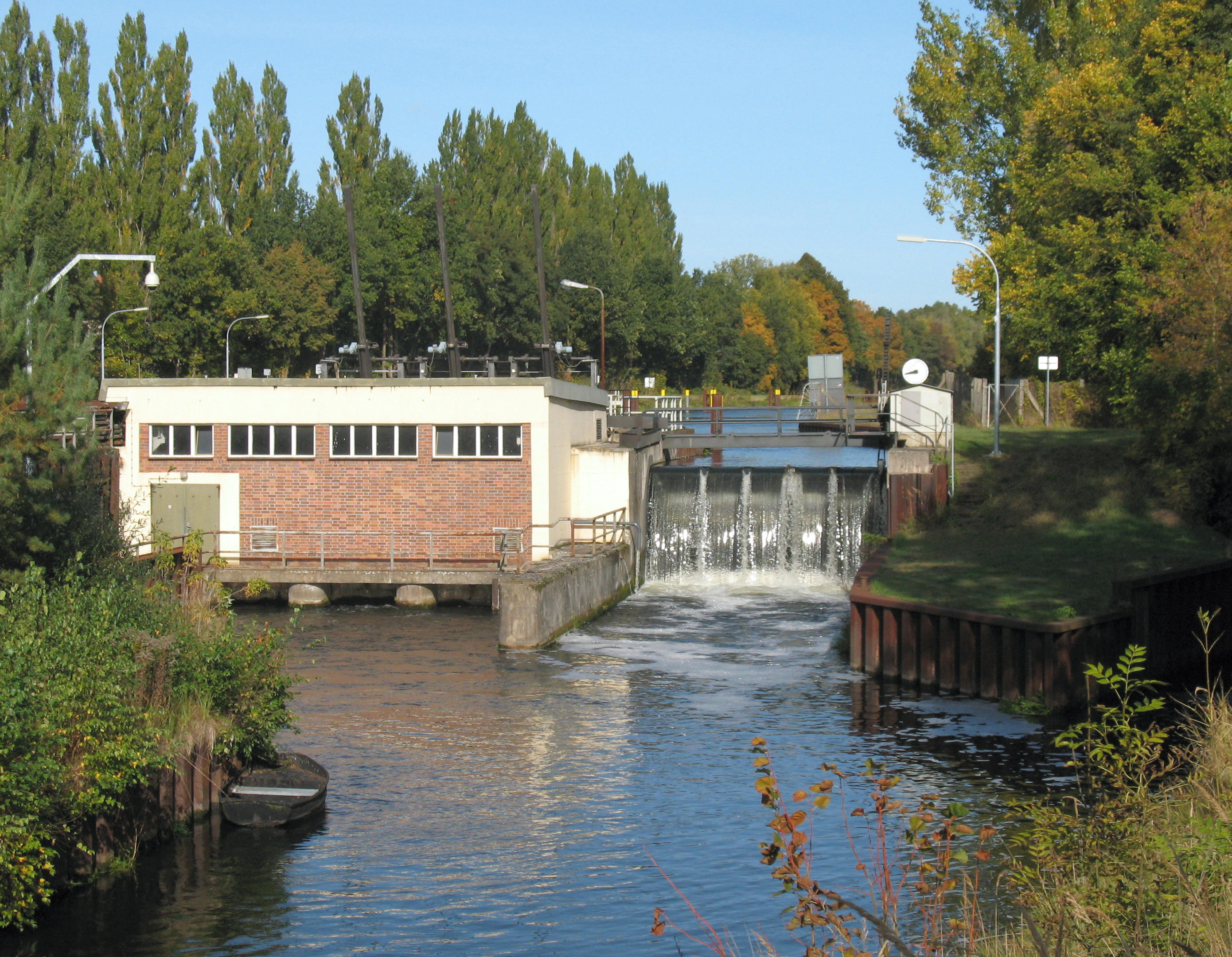
Stuw in de Vosskanal bij Liebenwalde
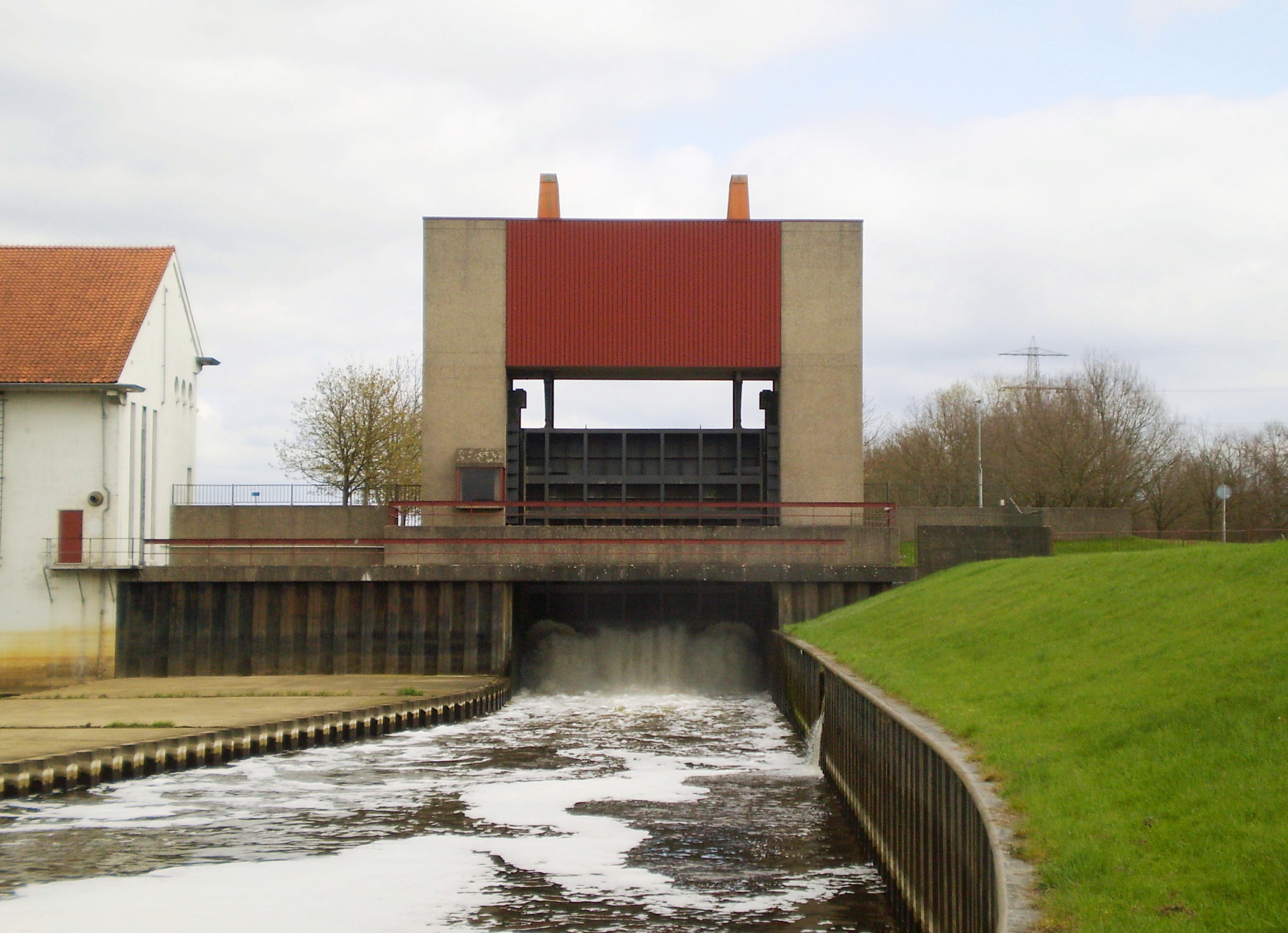
Stuw in Twentekanaal (Sluis Eefde)